# Острови Тубуаї
Тубуаї (фр. îles Tubuai) — група островів, на південь від островів Товариства. Друга назва — Острови Острал. Окремо виділяється невелика група островів Басс. Політично є південно-західним тихоокеанським заморським підрозділом, який називається Острови Острал Франції у складі Французької Полінезії . Адміністративний центр — місто Папеете (на Таїті), але головним містом на архіпелазі є Матаура.
Площа — 148 км².

## Географія
Група складається з 7 островів, 5 — власне Тубуаї (вулканічні Тубуаї, Руруту, Ріматара, Раівавае (435 м над рівнем океану) і один низький атол — Марія) і 2 — острови Басс (Рапа-Іті та Маротирі).
| №             | Острів чи риф | Площа суші, км² | Площа лагуни, км² | Населення, чол. (2007) | Густота, ос. /км² | Координати                                                    |
| ------------- | ------------- | --------------- | ----------------- | ---------------------- | ----------------- | ------------------------------------------------------------- |
| Власне Тубуаї |               |                 |                   |                        |                   |                                                               |
| 1             | Марія         | 1,3             | -                 | безлюдний              | -                 | 21°48′ пд. ш. 154°42′ зх. д. / 21.800° пд. ш. 154.700° зх. д. |
| 2             | Раівавае      | 16              | -                 | 905                    | 56,56             | 23°52′ пд. ш. 147°40′ зх. д. / 23.867° пд. ш. 147.667° зх. д. |
| 3             | Ріматара      | 8,6             | -                 | 785                    | 91,28             | 22°40′ пд. ш. 152°48′ зх. д. / 22.667° пд. ш. 152.800° зх. д. |
| 4             | Руруту        | 32,75           | -                 | 2088                   | 63,76             | 22°27′ пд. ш. 151°20′ зх. д. / 22.450° пд. ш. 151.333° зх. д. |
| 5             | Тубуаї        | 45              | -                 | 2050                   | 45,56             | 23°23′ пд. ш. 149°27′ зх. д. / 23.383° пд. ш. 149.450° зх. д. |
| Острови Басс  |               |                 |                   |                        |                   |                                                               |
| 6             | Маротирі      | 0,04            | -                 | безлюдний              | -                 | 28°32′ пд. ш. 143°43′ зх. д. / 28.533° пд. ш. 143.717° зх. д. |
| 7             | Рапа-Іті      | 40              | -                 | 482                    | 12,05             | 27°35′ пд. ш. 144°20′ зх. д. / 27.583° пд. ш. 144.333° зх. д. |
|               | Усього        | 143,69          | -                 | 6310                   | 43,91             | 23°00′ пд. ш. 150°00′ зх. д. / 23.000° пд. ш. 150.000° зх. д. |

Клімат островів тропічний, вологий, пасатний, на півдні (острів Рапа) — субтропічний. Температура повітря вдень протягом року коливається від +24 ° С до +31 °C. Опадів — близько 2000 мм на рік.

## Історія
Острови були відкриті англійським мореплавцем Джеймсом Куком у 1777 році.

## Адміністративний поділ
В адміністративному плані підрозділ Тубуаї ділиться на 5 комун.
| №             | Комуна   | Площа, км² | Населення ос. (2007) | Густота, ос. км² |
| ------------- | -------- | ---------- | -------------------- | ---------------- |
| Власне Тубуаї |          |            |                      |                  |
| 1             | Раівавае | 16         | 905                  | 56,56            |
| 2             | Ріматара | 9,3        | 785                  | 84,41            |
| 3             | Руруту   | 33,35      | 2088                 | 62,61            |
| 4             | Тубуаї   | 45         | 2050                 | 45,56            |
| Острови Басс  |          |            |                      |                  |
| 5             | Рапа-Іті | 40,04      | 482                  | 12,04            |
|               | Усього   | 143,69     | 6310                 | 43,91            |

## Населення
Населення — 6310 осіб (2007). 5 із 7 островів мають постійне населення.